# Stalin, Freund, Genosse
Stalin, Freund, Genosse ist ein politisches Lied, das als klassisches Beispiel des stalinistischen Personenkults in der Musik gilt.
Das Lied entstand 1938 in der Sowjetunion unter dem Titel Lied von Stalin (Песня о Сталине). Die schwungvolle Musik des Liedes stammt von Matwei Blanter (1903–1990), der russische Text von Alexei Surkow (1899–1983).
Der im Jahre 1949 in der DDR entstandene deutsche Text von Alexander Ott (Pseudonym von Georg Schmidt; 1908–1978) betont die nach Ansicht des Texters unter Josef Stalin existierende Freiheit, das „Glück“ und den „Wohlstand“ der unter seiner Herrschaft lebenden Menschen. Besonders der Begriff „Freiheit“ wird mehrfach in Anspruch genommen („aus der freien Arbeit froh, beschwingt, ist der Freiheit hellstes Lied erstanden“, die Sowjetunion erscheint als „Heimatland der Freiheit“, „wo der Mensch auf freier Erde schafft“). Der Refrain des Liedes, „das vom großen Freund der Menschheit“ singt lautet:
Stalin führte uns zu Glück und Frieden – 

Unbeirrbar wie der Sonne Flug. 

Langes Leben sei dir noch beschieden, 

Stalin, Freund, Genosse, treu und klug!
Das Lied wurde von Ernst Busch aus Anlass des 70. Geburtstages des sowjetischen Politikers herausgegeben (Lieder der UdSSR. Lieder um Stalin, Berlin (Lied der Zeit) 1949, S. 86–88). Die Schallplattenaufnahme von Eterna stammt aus dem Jahr 1951. Nach der Entstalinisierung wurde das Lied nicht mehr offiziell gespielt.
Eine Neuherausgabe erfolgte nach der Wende durch das Deutsche Historische Museum auf der CD Die Partei hat immer recht.